# 山根村 (埼玉県)
山根村（やまねむら）は、埼玉県入間郡に存在した村。現在の毛呂山町西部に位置する。
本項では発足当初の村名である滝野入村（たきのいりむら）についても記す。

## 地理
- 川：毛呂川、阿諏訪川、大谷木川、宿谷川
- 山：物見山、竜ヶ谷山、午頭山、烏岳

## 歴史

### 村名の由来
- 滝野入村：旧6村のうち滝野入村の戸数が最も多かったことから。
- 山根村：古くは毛呂郷のうち山根6か村と呼ばれたこと、毛呂城の別名が山根城だったことによる。

### 沿革
- 1889年（明治22年）4月1日 - 町村制施行により、滝野入村、権現堂村、阿諏訪村、大谷木村、宿谷村、葛貫村が合併して滝野入村が発足。
- 1891年（明治24年）8月20日 - 滝野入村が山根村に改称。
- 1939年（昭和14年）4月1日 - 大字葛貫の一部（現日高市大字山根）が高麗川村、残部が毛呂村に編入。同日山根村廃止。毛呂村は同日改称・町制施行して毛呂山町となる。